# Terebutinez
Terebutinez (russisch Теребутинец; alternative Schreibweise Terebutenez, russisch Теребутенец) ist ein Dorf in der Oblast Nowgorod in Russland mit 52 Einwohnern (Stand 14. Oktober 2010).

## Geographie
Terebutinez liegt im Nordosten der Waldaihöhen. In der Nähe des Dorfes gibt es im Umkreis von 5 bis 10 km viele Seen, wie Michailinskoje, Siwerik und Dolgoje; einige Kilometer nordwestlich entspringt der Fluss Sjas. Der Ort liegt etwa 215 km Luftlinie ostsüdöstlich von Sankt Petersburg, 430 km nordwestlich von Moskau sowie 150 km ostnordöstlich des Oblastzentrums Weliki Nowgorod.
Terebutinez ist das fünftgrößte von 107 Dörfern (davon 31 ohne ständige Bewohner) der Landgemeinde Neboltschskoje selskoje posselenije (Stand 14. Oktober 2010). Der Verwaltungssitz der Gemeinde, die Siedlung städtischen Typs Neboltschi, liegt gut 20 km nordwestlich.

### Klima
Die mittlere Temperatur beträgt im Juni +18 °C und im Januar −12 °C.

## Geschichte
Der Ort wurde in den 1930er-Jahren in Zusammenhang mit dem Bau des letzten Teilstückes der Eisenbahnstrecke (Leningrad –) Mga – Pestowo – Moskau gegründet. Es ging 1932 in Betrieb, darauf entstand in Terebutinez ein Forstwirtschaftsbetrieb. Ende der 1980er-Jahre hatte der Ort noch über 300 Einwohner.

## Wirtschaft und Infrastruktur
Heute gibt es in Terebutinez keine Betriebe mehr; die Bevölkerung besteht überwiegend aus Rentnern.
Der Ort liegt – wie auch das Gemeindezentrum Neboltschi – an der auf diesem Abschnitt nicht elektrifizierten, eingleisigen Eisenbahnstrecke Sankt Petersburg – Pestowo – Moskau der Oktoberbahn (Streckenkilometer 176 ab Mga). Anschluss an das Straßennetz besteht nur über einen unbefestigten Fahrweg in nordöstlicher Richtung, über den Neboltschi und das knapp 30 km Luftlinie südlich gelegene Rajonzentrum Ljubytino nur auf großen Umwegen zu erreichen sind.